# Harvard Classics

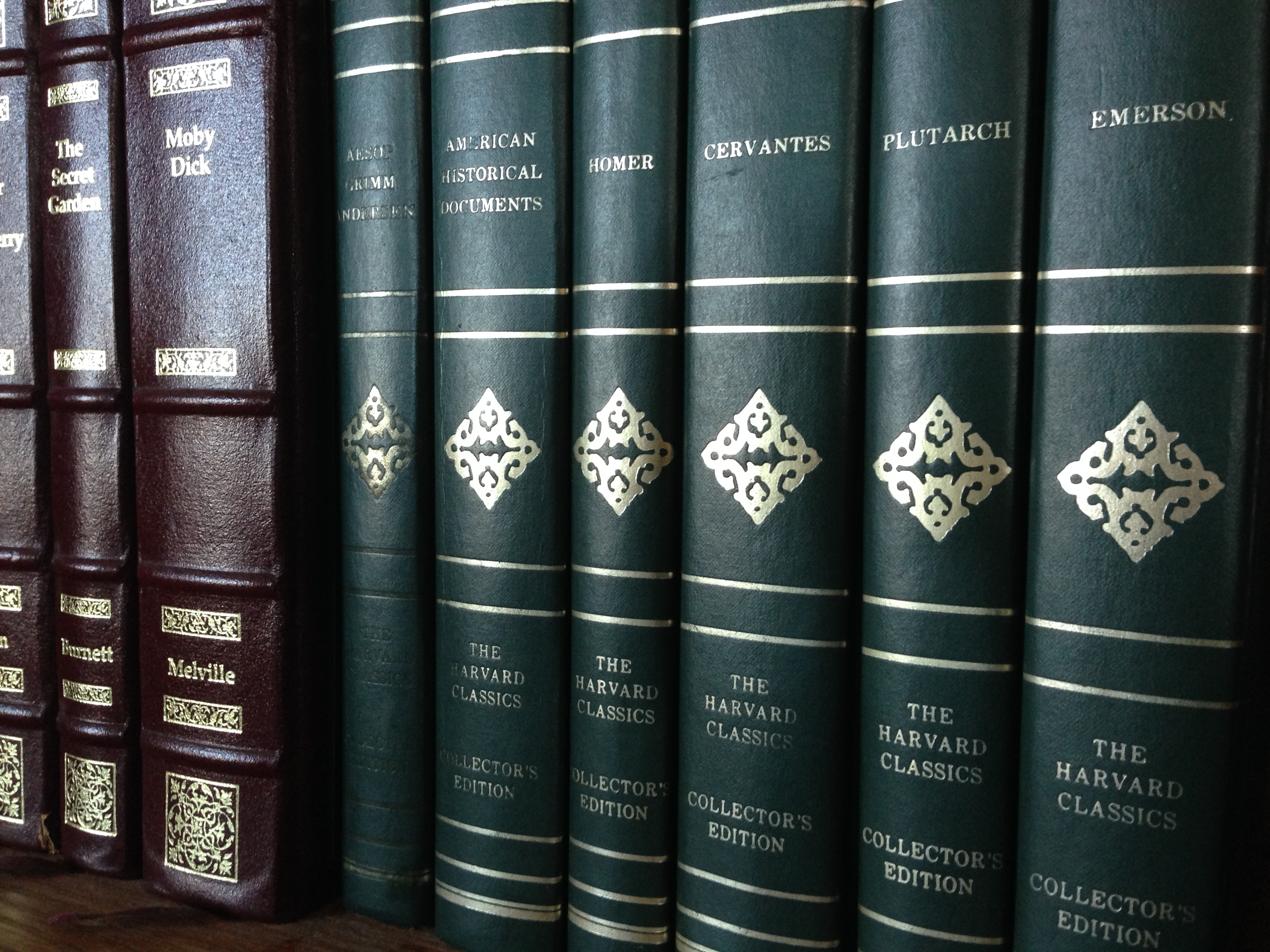
Harvard Classics Bücher

Die Harvard Classics, ursprünglich bekannt als Dr. Eliot’s Five Foot Shelf, sind eine 51-bändige Sammlung klassischer Werke der Weltliteratur. Sie wurde zusammengestellt und herausgegeben vom Präsidenten der Harvard-Universität, Charles William Eliot, und zum ersten Mal 1909 veröffentlicht.

## Auswahl

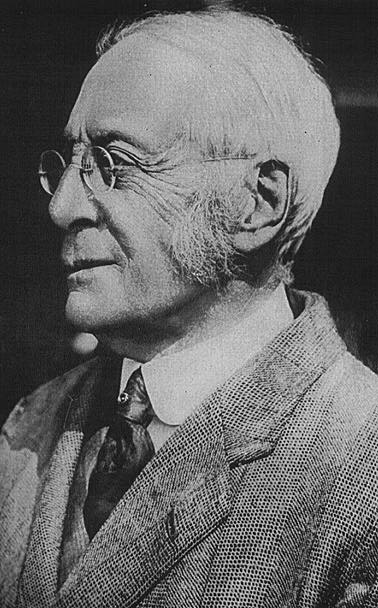
Charles William Eliot

Eliot arbeitete ein Jahr lang mit William A. Neilson, einem Professor für Englisch, zusammen. Eliot bestimmte die Werke und Neilson wählte die Ausgaben aus und schrieb die Einleitungen. Jeder Band hat 400 bis 450 Seiten und enthält so weit wie möglichst ganze Werke oder ganze Teile der schriftlichen Hinterlassenschaft.
Im gesamten 20. Jahrhundert wurde über die Aufnahme von Autoren wie Charles Dickens, Rudyard Kipling, John Steinbeck, P. G. Wodehouse und Arthur Conan Doyle diskutiert. Derzeit wird eine gebundene Ausgabe der Harvard Classics von Easton Press und eine Paperback-Version von Kessinger Publishing herausgegeben.

## The Harvard Classics
NEW YORK: P.F. COLLIER & SON, 1909–1917
- Vol. 1: FRANKLIN, WOOLMAN, PENN
  - Autobiographie von Benjamin Franklin
  - Journal von John Woolman
  - Früchte der Einsamkeit von William Penn
- Vol. 2. PLATO, EPIKTET, MARCUS AURELIUS
  - Apologie, Phaidon und Kriton von Platon
  - The Golden Sayings von Epiktet
  - Selbstbetrachtungen von Marcus Aurelius
- Vol. 3. BACON, MILTONS PROSA, THOS. BROWN
  - Essays, Civil and Moral & Nova Atlantis von Francis Bacon
  - Areopagitica & Tractate of Education von John Milton
  - Religio Medici von Sir Thomas Browne
- Vol. 4. ALLE ENGLISCHEN GEDICHTE VON MILTON
  - Alle englischen Gedichte von John Milton
- Vol. 5. ESSAYS UND ENGLISCHE , EMERSON
  - Essays and English Traits von Ralph Waldo Emerson
- Vol. 6. GEDICHTE AND LIEDER, BURNS
  - Gedichte und Lieder von Robert Burns
- Vol. 7. CONFESSIONES, NACHFOLGE CHRISTI
  - Confessiones von Augustinus von Hippo
  - Nachfolge Christi von Thomas a Kempis
- Vol. 8. 9 GRIECHISCHE DRAMEN
  - Orestie & Der gefesselte Prometheus von Aeschylus
  - König Ödipus & Antigone von Sophokles
  - Hippolytos, Die Bakchen von Euripides
  - Die Frösche von Aristophanes
- Vol. 9. BRIEFE UND ABHANDLUNGEN VON CICERO UND PLINIUS
  - Laelius de amicitia („Laelius über die Freundschaft“), Cato Maior de Senectute („Cato der Ältere über das Alter“) & Briefe von Cicero
  - Briefe von Plinius der Jüngere
- Vol. 10. DER WOHLSTAND DER NATIONEN, ADAM SMITH
  - Der Wohlstand der Nationen von Adam Smith
- Vol. 11. DIE ENTSTEHUNG DER ARTEN, DARWIN
  - Die Entstehung der Arten von Charles Darwin
- Vol. 12. PLUTARCHS BIOGRAFIEN
  - Parallelbiographien von Plutarch
- Vol. 13. AENEIS, VERRGIL
  - Aeneis von Vergil
- Vol. 14. DON QUIXOTE, TEIL 1, CERVANTES
  - Don Quixote, Part 1, von Cervantes
- Vol. 15. PILGRIM'S PROGRESS, DONNE & HERBERT, BUNYAN, WALTON
  - Pilgerreise zur seligen Ewigkeit von John Bunyan
  - The Lives of Donne and Herbert von Izaak Walton
- Vol. 16. TAUSENDUNDEINE NACHT
  - Geschichten aus Tausendundeine Nacht
- Vol. 17. FOLKLORE UND FABEL, ÄSOP, GRIMM, ANDERSEN
  - Fabeln von Äsop
  - Kinder- und Hausmärchen der Gebrüder Grimm
  - Märchen von Hans Christian Andersen
- Vol. 18. MODERNE ENGLISCHE DRAMEN
  - All for Love, by John Dryden
  - The School for Scandal von Richard Brinsley Sheridan
  - Eine Nacht der Täuschungen von Oliver Goldsmith
  - Die Cenci von Percy Bysshe Shelley
  - Ein Fleck auf dem Wappenschild von Robert Browning
  - Manfred von Lord Byron
- Vol. 19. FAUST, EGMONT, ETC. DOKTOR FAUSTUS, GOETHE, MARLOWE
  - Faust I, Egmont & Hermann und Dorothea von Johann Wolfgang von Goethe
  - Die tragische Historie vom Doktor Faustus von Christopher Marlowe
- Vol. 20. DIE GÖTTLICHE KOMÖDIE, DANTE
  - Göttliche Komödie von Dante Alighieri
- Vol. 21. I PROMESSI SPOSI
  - I Promessi Sposi von Alessandro Manzoni
- Vol. 22.  ODYSSEE, HOMER
  - Odyssee von Homer
- Vol. 23. TWO YEARS BEFORE THE MAST, DANA
  - Two Years Before the Mast von Richard Henry Dana, Jr.
- Vol. 24. ON THE SUBLIME, FRANZÖSISCHE REVOLUTION, ETC., BURKE
  - On Taste, On the Sublime and Beautiful, Reflections on the French Revolution & A Letter to a Noble Lord von Edmund Burke
- Vol. 25. AUTOBIOGRAFIE, ETC., ESSAYS UND ADDRESSES, J.S. MILL, T. CARLYLE
  - Autobiografie & On Liberty von John Stuart Mill
  - Characteristics, Inaugural Address at Edinburgh & Sir Walter Scott von Thomas Carlyle
- Vol. 26. EUROPÄISCHE DRAMA
  - Das Leben ist ein Traum von Pedro Calderón de la Barca
  - Polyeucte von Pierre Corneille
  - Phèdre von Jean Racine
  - Tartuffe von Molière
  - Minna von Barnhelm von Gotthold Ephraim Lessing
  - Wilhelm Tell von Friedrich von Schiller
- Vol. 27. ENGLISCHE ESSAYS: VON SIDNEY BIS MACAULAY
- Vol. 28. ESSAYS: ENGLISCHE AND AMERIKANISCHE
- Vol. 29. DIE FAHRT DER BEAGLE, DARWIN
  - Die Fahrt der Beagle von Charles Darwin
- Vol. 30. FARADAY, HELMHOLTZ, KELVIN, NEWCOMB, ETC
  - Wissenschaftliche Publikationen: Physik, Chemie, Astronomie, Geologie
- Vol. 31. AUTOBIOGRAFIE, BENVENUTO CELLINI
  - Leben des Benvenuto Cellini
- Vol. 32. LITERARISCHE UND PHILOSOPHISCHE ESSAYS
  - Montaigne, Sainte-beuve, Renan etc.
- Vol. 33. REISEN
  - Reisen: historische und moderne
- Vol. 34. FRANZÖSISCHE UND ENGLISCHE PHILOSOPHEN, DESCARTES, VOLTAIRE, ROUSSEAU, HOBBES
  - Discours de la méthode von René Descartes
  - Philosophische Briefe von Voltaire
  - Abhandlung über den Ursprung und die Grundlagen der Ungleichheit unter den Menschen & Emile oder über die Erziehung von Jean Jacques Rousseau
  - Leviathan von Thomas Hobbes
- Vol. 35. CHRONIK UND ROMANTIK, FROISSART, MALORY, HOLINSHEAD
  - Chronicles von Jean Froissart
  - Le Morte Darthur, von Thomas Malory
  - A Description of Elizabethan England von William Harrison
- Vol. 36. MACHIAVELLI, MORE, LUTHER
  - Der Fürst von Niccolò Machiavelli
  - Das Leben des Thomas Morus von William Roper
  - Utopia von Sir Thomas More
  - 95 Thesen, An den christlichen Adel deutscher Nation & Von der Freiheit eines Christenmenschen von Martin Luther
- Vol. 37. LOCKE, BERKELEY, HUME
  - Gedanken über Erziehung von John Locke
  - Drei Dialoge zwischen Hylas und Philonous von George Berkeley
  - Eine Untersuchung über den menschlichen Verstand von David Hume
- Vol. 38. HARVEY, JENNER, LISTER, PASTEUR
  - Eid des Hippokrates
  - Journeys in Diverse Places von Ambroise Paré
  - Die Bewegung des Herzens und des Blutes von William Harvey
  - The Three Original Publications on Vaccination Against Smallpox von Edward Jenner
  - The Contagiousness of Puerperal Fever von Oliver Wendell Holmes
  - On the Antiseptic Principle of the Practice of Surgery von Joseph Lister, 1. Baron Lister
  - Wissenschaftliche Publikationen von Louis Pasteur
  - Wissenschaftliche Publikationen von Charles Lyell
- Vol. 39. BERÜHMTE VORWÖRTER
  - Vorwörter und Prologe
- Vol. 40. ENGLISH POESIE 1: VON CHAUCER BIS GRAY
- Vol. 41. ENGLISH POESIE 2: VON COLLINS BIS FITZGERALD
- Vol. 42. ENGLISH POESIE 3: VON TENNYSON BIS WHITMAN
- Vol. 43. AMERIKANISCHE HISTORISCHE DOKUMENTE
  - Amerikanische historische Dokumente: 1000-1904[1]
- Vol. 44. HEILIGE SCHRIFTEN 1
  - Konfuzianismus: The Sayings of Konfuzius
  - Juden: Buch Ijob, Buch der Psalmen & Kohelet
  - Christentum I: Evangelium nach Lukas & Apostelgeschichte des Lukas
- Vol. 45. HEILIGE SCHRIFTEN 2
  - Christentum II: 1. Brief des Paulus an die Korinther , 2. Brief des Paulus an die Korinther & Hymnen
  - Buddhismus: Schriften
  - Hinduismus: Bhagavad Gita
  - Islam: Kapitel aus dem Koran
- Vol. 46. ELISABETHANISCHE DRAMEN 1
  - Edward II von Christopher Marlowe
  - Hamlet, King Lear, Macbeth & Der Sturm von William Shakespeare
- Vol. 47. ELISABETHANISCHE DRAMEN 2
  - Schuhmachers Feiertag von Thomas Dekker
  - Der Alchemist von Ben Jonson
  - Philaster oder die Liebe blutet von Francis Beaumont und John Fletcher
  - Die Herzogin von Amalfi von John Webster
  - Eine neue Weise alte Schulden zu bezahlen von Philip Massinger
- Vol. 48. GEDANKEN UND UNBEDEUTENE ARBEITEN, PASCAL
  - Gedanken, Briefe & unbedeutende Arbeiten von Blaise Pascal
- Vol. 49. EPOS UND SAGA
  - Beowulf
  - Rolandslied
  - Togail Bruidne Da Derga
  - Völsunga-Saga und Nibelungenlied
- Vol. 50 EINFÜHRUNG, LESERLEITFADEN, INDEXES
- VORTRÄGE
  - Der letzte Band enthält 60 Vorträge zur Einführung und Zusammenfassung der erfassten Bereichen: Geschichte, Poesie,  Naturwissenschaft, Philosophie, Biografie, Prosa, Kritiker, Essay, Erziehung, Politikwissenschaft, Drama, Reise und Religion.

## The Harvard Classics Shelf of Fiction
The Harvard Classics Shelf of Fiction wurde ausgewählt von Charles W. Eliot mit Notizen und Einleitungen von William Allan Neilson. Es verfügt auch über einen Index mit Kritiken und Interpretationen.
- Vols. 1 & 2: Tom Jones: Die Geschichte eines Findelkindes von Henry Fielding
- Vol. 3:  Yoricks empfindsame Reise durch Frankreich und Italien, von Laurence Sterne; Stolz und Vorurteil, von Jane Austen
- Vol. 4: Guy Mannering von Sir Walter Scott
- Vol. 5 & 6: Jahrmarkt der Eitelkeit, von William Makepeace Thackeray
- Vols. 7 & 8: David Copperfield von Charles Dickens
- Vol. 9: Die Mühle am Floss, von George Eliot
- Vol. 10: The Scarlet Letter & Rappaccinis Tochter, von Nathaniel Hawthorne; Rip Van Winkle &  Legende von Sleepy Hollow, von Washington Irving; Three Short Stories, von Edgar Allan Poe; Three Short Stories, von Francis Bret Harte; Der berühmte Springfrosch von Calaveras von Mark Twain; Der Mann ohne Vaterland von Edward Everett Hale
- Vol. 11: Porträt einer jungen Dame von Henry James
- Vol. 12: Der Glöckner von Notre-Dame von Victor Hugo
- Vol. 13: Vater Goriot von Honoré de Balzac; Der Teufelssumpf von George Sand; Die weiße Amsel von Alfred de Musset; 5 Kurzgeschichten von Alphonse Daudet; 2 Kurzgeschichten, von Guy de Maupassant
- Vols. 14 & 15: Wilhelm Meisters Lehrjahre & Die Leiden des jungen Werthers von Johann Wolfgang von Goethe; Das Fähnlein der sieben Aufrechten von Gottfried Keller; Der Schimmelreiter von Theodor Storm; Irrungen, Wirrungen von Theodor Fontane
- Vols. 16 & 17: Anna Karenina & Iwan der Narr von Lew Nikolajewitsch Tolstoi
- Vol. 18: Schuld und Sühne von Fyodor Dostoevsky
- Vol. 19: Ein Adelsnest & Väter und Söhne von Iwan Sergejewitsch Turgenew
- Vol. 20: Pepita Jimenez von Juan Valera y Alcalá-Galiano; Ein fröhlicher Bursch. Bauernnovelle von Bjørnstjerne Bjørnson; Kapitän Worse von Alexander Lange Kielland

## Ähnliche Buchsammlungen
Das Konzept der Erziehung durch das systematische Lesen dieser bahnbrechenden Werke wurde von John Erskine an der Columbia University und in den 30er Jahren Mortimer Adler und Robert Hutchins an der University of Chicago weitergeführt, die diese Idee mit dem Konzept der Erziehung durch das Studium der „großen Bücher“ und „großen Ideen“ der westlichen Zivilisation weiterentwickelten. Dies führte zu der Veröffentlichung 1952 in der Great Books of the Western World. 1937 unter Stringfellow Barr entwickelte das St. John’s-College einen Lehrplan auf der Grundlage der „großen Bücher“. Diese Buchreihen sind heute noch für das Homeschooling interessant.